# 八木健史
八木 健史（やぎ たけし、1990年1月13日 - ）は、東京都八王子市出身の元プロ野球選手（捕手、右投右打）。コーチ。NPBでは育成選手であった。

## 経歴
八王子市立川口中学校時代は「八王子リトルシニア」でプレー。中学卒業後は工学院大附高へ進学。高校時代は捕手を務め、3年時の夏は西東京予選2回戦で八王子高に3-11で敗れた。甲子園出場経験はなし。
高校卒業後は、杏林大学へ進学するも中退。その後、社会人野球のクラブチームである横浜ベイブルースに入団。
2010年1月23日、ベースボール・チャレンジ・リーグの群馬ダイヤモンドペガサスの球団トライアウトに合格し入団。同年は、28試合に出場し打率.147に終わる。
2011年、廣神聖哉らと併用され52試合に出場。打率.280を記録した。
2012年、正捕手となり59試合に出場。しかし、打率は.216と低迷した。同年10月25日、プロ野球ドラフト会議で福岡ソフトバンクホークスから育成選手ドラフト1位指名を受けた。
2013年6月、右肘の内側側副靭帯再建手術（トミー・ジョン手術）及び尺骨神経剥離の手術を受ける。
2014年、10月31日に球団から戦力外通告を受け、同日付で自由契約公示された。11月29日、古巣・群馬が獲得を発表、2年ぶりの復帰となる。
2016年11月12日の12球団合同トライアウトに参加、5打数無安打1三振の内容だった
。12月2日、翌年度からBCリーグに参加する栃木ゴールデンブレーブスに、バッテリーコーチ兼任で入団することが発表された。
2018年8月14日、リーグ史上3人目のサイクル安打を達成する。10月15日、現役引退を発表、引き続きコーチとしてチームに残留することが発表された。後に役職名がバッテリー兼育成コーチに改められている。
2021年1月13日、球団より退任が発表され、栃木を退団、翌1月14日、栃木ゴールデンブレーブスの運営母体でもあるエイジェックの男子硬式野球部コーチ就任が発表された。この年の都市対抗野球大会栃木県予選より現役復帰、選手兼任コーチとして試合に出場した。
2022年は再びコーチ専任となる。

## 選手としての特徴・人物
二塁送球が1.8秒台後半を記録する強肩が売りの捕手。
2011年当時、群馬ダイヤモンドペガサスの監督を務めていた秦真司からは、打力や走力には課題が残るが送球やキャッチングの守備面で評価されていた。また、1つ1つのプレーに対して自己分析が出来るようになり、キャッチャーらしい考え方を持てるようになったと言われた。
プロ入り後に西戸崎寮に入寮してから、ファンから小久保裕紀と間違えられると語っているが、それだけに目標にしているとのこと。

## 詳細情報

### 年度別打撃成績
- 一軍公式戦出場なし

### 独立リーグでの打撃成績
| 年 度     | 球 団     | 試 合 | 打 数 | 得 点 | 安 打 | 二 塁 打 | 三 塁 打 | 本 塁 打 | 打 点 | 三 振 | 四 球 | 死 球 | 犠 打 | 犠 飛 | 盗 塁 | 併 殺 打 | 打 率 | 出 塁 率 | 長 打 率 | O P S |
| --------- | --------- | ----- | ----- | ----- | ----- | -------- | -------- | -------- | ----- | ----- | ----- | ----- | ----- | ----- | ----- | -------- | ----- | -------- | -------- | ----- |
| 2010      | 群馬      | 28    | 34    | 4     | 5     | 0        | 0        | 0        | 1     | 9     | 2     | 0     | 3     | 0     | 0     | 1        | .147  | .194     | .147     | .342  |
| 2011      | 群馬      | 52    | 107   | 12    | 30    | 5        | 0        | 1        | 18    | 21    | 10    | 2     | 4     | 3     | 0     | 2        | .280  | .344     | .355     | .699  |
| 2012      | 群馬      | 59    | 171   | 10    | 37    | 7        | 0        | 1        | 15    | 27    | 12    | 3     | 8     | 1     | 0     | 6        | .216  | .278     | .275     | .553  |
| 2015      | 群馬      | 61    | 205   | 27    | 54    | 15       | 1        | 3        | 23    | 30    | 10    | 1     | 1     | 3     | 1     | 5        | .263  | .297     | .390     | .687  |
| 2016      | 群馬      | 65    | 236   | 35    | 67    | 15       | 1        | 8        | 34    | 35    | 16    | 0     | 3     | 2     | 2     | 4        | .284  | .327     | .458     | .784  |
| 2017      | 栃木      | 68    | 256   | 35    | 66    | 12       | 0        | 9        | 40    | 40    | 30    | 2     | 0     | 5     | 2     | 3        | .258  | .334     | .410     | .745  |
| 2018      | 栃木      | 70    | 261   | 41    | 88    | 16       | 2        | 13       | 61    | 23    | 28    | 6     | 1     | 5     | 7     | 7        | .337  | .407     | .563     | .970  |
| 通算：7年 | 通算：7年 | 403   | 1270  | 164   | 347   | 70       | 4        | 35       | 192   | 185   | 108   | 14    | 20    | 19    | 12    | 28       | .273  | .332     | .417     | .750  |

- 各年度の太字はリーグ最高

### 背番号
- 27 （2010年 - 2012年、2017年 - 2018年）
- 128 （2013年 - 2014年）
- 1 （2015年 - 2016年）
- 72 （2019年 - 2020年）